# Grand Noctilion
Noctilio leporinus
Espèce
Statut de conservation UICN

 LC  : Préoccupation mineure
Le Grand Noctilion, aussi appelé « Chauve-Souris bouledogue », ou Noctilio leporinus, est une espèce de chauve-souris pêcheuses indigènes d’Amérique latine.
Les chauves-souris utilisent l’écholocalisation pour détecter des ondulations de l’eau engendrées par les poissons, puis utilisent leurs griffes acérées pour attraper le poisson. Leur sonar est très précis et elles peuvent détecter une nageoire de vairon aussi fine qu’un cheveu dépassant seulement de quelques millimètres à la surface de l’eau, une étonnante prouesse de l’évolution.
Elle émet des sons par la bouche de la même façon que Myotis daubentonii, mais les sons sont différents, avec une longue fréquence constante d’environ 55 kHz, qui est une fréquence inhabituellement haute pour une chauve-souris de cette taille.

## Liste des sous-espèces
Selon Mammal Species of the World (version 3, 2005)  (10 juillet 2014) :
- sous-espèce Noctilio leporinus leporinus
- sous-espèce Noctilio leporinus mastivus
- sous-espèce Noctilio leporinus rufescens

## Source
- (en) Michael Mulheisen, Berry, Kathleen, « Noctilio leporinus », Animal Diversity Web (consulté le 1er octobre 2008).